# Daniel Kolář
Daniel Kolář (Praga, 27 ottobre 1985) è un dirigente sportivo ed ex calciatore ceco, di ruolo centrocampista.

## Carriera

### Nazionale
Viene convocato per gli Europei 2016 in Francia.

## Palmarès

### Club
- Pohár ČMFS: 4

Sparta Praga: 2005-2006, 2006-2007, 2007-2008
Viktoria Plzeň: 2009-2010
- Gambrinus Liga: 2

Sparta Praga: 2007-08
Viktoria Plzeň: 2010-11
- Supercoppa della Repubblica Ceca: 2

Viktoria Plzeň: 2011, 2015

### Individuale
- Talento ceco dell'anno: 1

2006